# Río Iracema
El río Iracema es un río brasileño en el estado de Santa Catarina. Forma parte de la Cuenca del Plata, nace en el municipio de Maravilha, marca el límite entre los municipios de Iraceminha y Cunha Porã primero, y de Caibi con Riqueza y Mondaí después. Desemboca en el río Uruguay.
- Datos: Q3432459